# Publius Septimius Geta (consul en 203)
 (mai 2016).
Publius Septimius Geta (fl. aut. 190-204) était un homme politique de l'Empire romain.

## Biographie
Fils de Publius Septimius Geta  et de sa femme Fulvia Pia et frère de Septime Sévère.
Il est Xvir stlitibus iudicandis, tribun laticlave de la Legio II Augusta, questeur de la province romaine de Crète et Cyrénaïque, aedile cereale, curator rei publici Anconitanorum, préteur hastarius et tutel., légat de la Legio I Italica, proconsul de Sicile, Légat d'Auguste propréteur de la province de Lusitanie autour de 190, consul suffect autour de 191, légat d'Auguste propréteur de la province de Mésie inférieure en 193/94, légat d'Auguste propréteur de la province de Dacie et consul ordinaire en 203.
Il est le père de Gaius Septimius Severus Aper.